# Kurt Blanke
Pour les articles homonymes, voir Blanke.
Kurt Blanke (18 novembre 1900 à Emden - 28 février 1997 à Celle) était un avocat de formation et un homme politique local allemand (DP, CDU). De 1964 à 1973, il fut maire de la ville de Celle en Basse-Saxe.

## Biographie
Fils de pasteur protestant, il avait été mobilisé en 1918 lors de la Première Guerre mondiale qui s'acheva avant qu'il n’eut le temps d'aller au front. Il reprit ses études, passa son doctorat, et entama une carrière de juriste, d’abord comme juge, puis d’avocat à Celle.
Il a été président d'une association locale d'avocats (Advokatenvereins) et président pendant 25 ans du Bureau des examens d'État (Landesprüfungsamt) du ministère de la Justice de Basse-Saxe.
Après la prise du pouvoir par Hitler en janvier 1933, il adhéra au parti nazi le 1er mai, puis entra dans la SA le 9 juillet 1933. Il fut nommé adjudant dans la Sturmbann II/7 le 1er mai 1938, puis promu un peu plus tard chef de troupe (Truppführer).
Il participa activement aux persécutions contre les Juifs avant la guerre, notamment lors de la nuit de Cristal du 14 novembre 1938 qui lui donnera un sursaut provisoire de conscience : il avait l’impression, dit-il, « de s’être déshonoré en obéissant » et donna sa démission de la SA.
Il fut exclu de la SA quelques semaines plus tard, en même temps qu’un de ses confrères qui avait, lui, refusé de participer au pogrom.
Il dut répondre devant la Cour suprême du parti NSDAP.
La défaite française de 8 juin 1940 avait entraîné la mise en place d’une administration militaire d’occupation allemande : le MBF - Militärbefehlshaber in Frankreich (Commandement militaire en France).
En septembre 1940, les occupants nazis publièrent une Première ordonnance « définissant » la qualité de « Juif ».
Le 18 septembre 1940, Kurt Blanke fut nommé au MBF situé à Paris, en tant que directeur SS des Affaires juives de la Referat Entjudung (Unité d'aryanisation, lit. Déjuivation) du département « économie » dont le directeur était Elmar Michel.
À la mi-octobre 1940, une Seconde ordonnance contre les juifs est publiée, à laquelle Kurt Blanke ajouta des interprétations allant bien au-delà de l'application du texte.
Dès janvier 1941, Kurt Blanke recevait le rapport d'un organisme français situé place des Petits-Pères à Paris, le SCAP (Service de contrôle des administrateurs provisoires) qui était dirigé par le président de la SNCF, Pierre-Eugène Fournier, et qui était chargé de proposer les biens des juifs à spolier.
À la suite de l’opération Barbarossa d'invasion de l’Union soviétique en juin 1941, le PCF entra en lutte contre l'occupant nazi.
Le 14 décembre 1941, le Commandement allemand décida de faire payer une amende d’un montant d’un milliard de francs à la communauté juive de Paris. Blanke suggéra d’en prélever le montant sur les sommes confisquées aux « Juifs ». C'est l’UGIF (Union générale des Israélites de France) qui était chargé de rassembler et verser la somme à Blanke.
Il refusa en février 1942 la demande du Secrétaire général aux Questions juives, Xavier Vallat, de lui accorder un délai de paiement.
Interné un moment, il est libéré et reprit sa carrière d’avocat à Celle. De 1948 à 1973, il y sera membre du conseil municipal pour des partis conservateurs.
De 1957 à 1977, il a été membre de la Cour de justice de Basse-Saxe et a été élu, de 1964 à 1973, maire de la ville de Celle.
Pour ses services en tant qu'homme politique local, il a reçu, entre autres, la Grand Croix de l'Ordre du Mérite de la République fédérale d'Allemagne.
Deux ans après sa mort, le conseil municipal de la ville de Celle a nommé une rue Kurt Blanke.
Début 2008, l'historien Martin Jungius a démontré dans sa thèse de doctorat l'implication de Kurt Blanke dans la persécution des Juifs en France à l'époque du National-Socialisme.
À la suite des résultats de ces recherches, le conseil municipal de la ville de Celle a décidé fin mai 2008, tout comme il l'avait déjà fait en 2007 pour l'ancien maire de la ville, Ernst Meyer, de rebaptiser la rue Kurt Blanke en rue Wildgarten.
Le fils de Kurt Blanke, Edzard Blanke, né en 1935, devint un homme politique du parti de la CDU et fut président du parlement.

## Décorations
- 1969 : Grand Croix de l'Ordre du Mérite de la République fédérale d'Allemagne.
- 1979 : Grand Croix de l'Ordre du Mérite de Basse-Saxe
- 1999 : Nomination d'une rue à Celle (supprimée en 2008)